# Jeison Murillo
Jeison Fabián Murillo Cerón (sinh ngày 27 tháng 5 năm 1992) là một cầu thủ bóng đá người Colombia chơi cho câu lạc bộ Tây Ban Nha, Celta Vigo theo dạng cho mượn từ Sampdoria và Đội tuyển bóng đá quốc gia Colombia trong vai trò trung vệ.

## Thống kê sự nghiệp

### Câu lạc bộ
Tính đến 4 tháng 10 năm 2020
| Câu lạc bộ          | Mùa giải            | Giải đấu | Giải đấu | Cúp quốc gia | Cúp quốc gia | Châu Âu | Châu Âu | Khác | Khác | Tổng cộng | Tổng cộng |
| Câu lạc bộ          | Mùa giải            | Trận     | Bàn      | Trận         | Bàn          | Trận    | Bàn     | Trận | Bàn  | Trận      | Bàn       |
| ------------------- | ------------------- | -------- | -------- | ------------ | ------------ | ------- | ------- | ---- | ---- | --------- | --------- |
| Granada             | 2013–14             | 32       | 1        | 2            | 0            | —       | —       | —    | —    | 34        | 1         |
| Granada             | 2014–15             | 19       | 0        | 0            | 0            | —       | —       | —    | —    | 19        | 0         |
| Granada             | Tổng cộng           | 51       | 1        | 2            | 0            | —       | —       | —    | —    | 53        | 1         |
| Cádiz (mượn)        | 2011–12             | 27       | 3        | 2            | 0            | —       | —       | —    | —    | 29        | 3         |
| Cádiz (mượn)        | Tổng cộng           | 27       | 3        | 2            | 0            | —       | —       | —    | —    | 29        | 3         |
| Las Palmas (mượn)   | 2012–13             | 37       | 3        | 4            | 0            | —       | —       | —    | —    | 41        | 3         |
| Las Palmas (mượn)   | Tổng cộng           | 37       | 3        | 4            | 0            | —       | —       | —    | —    | 41        | 3         |
| Inter Milan         | 2015–16             | 34       | 2        | 1            | 0            | —       | —       | —    | —    | 35        | 2         |
| Inter Milan         | 2016–17             | 27       | 0        | 2            | 1            | 5       | 0       | —    | —    | 30        | 1         |
| Inter Milan         | Tổng cộng           | 61       | 2        | 3            | 1            | 5       | 0       | —    | —    | 65        | 3         |
| Valencia (mượn)     | 2017–18             | 17       | 0        | 0            | 0            | —       | —       | —    | —    | 17        | 0         |
| Valencia            | 2018–19             | 1        | 0        | 1            | 0            | 1       | 0       | —    | —    | 3         | 0         |
| Valencia            | Tổng cộng           | 18       | 0        | 1            | 0            | 1       | 0       | —    | —    | 20        | 0         |
| Barcelona (mượn)    | 2018–19             | 2        | 0        | 2            | 0            | 0       | 0       | —    | —    | 4         | 0         |
| Sampdoria (mượn)    | 2019–20             | 10       | 0        | 2            | 0            | 0       | 0       | —    | —    | 12        | 0         |
| Celta (mượn)        | 2019–20             | 18       | 1        | 0            | 0            | —       | —       | —    | —    | 18        | 1         |
| Celta (mượn)        | 2020–21             | 4        | 0        | 0            | 0            | —       | —       | —    | —    | 4         | 0         |
| Celta (mượn)        | Tổng cộng           | 22       | 1        | 0            | 0            | —       | —       | —    | —    | 22        | 1         |
| Tổng cộng sự nghiệp | Tổng cộng sự nghiệp | 229      | 10       | 16           | 1            | 6       | 0       | —    | —    | 251       | 11        |

### Quốc tế
Tính đến 17 tháng 11 năm 2020
| Colombia  | Colombia | Colombia | Colombia |
| Năm       | Trận     | Bàn      |          |
| --------- | -------- | -------- | -------- |
| 2014      | 4        | 0        |          |
| 2015      | 11       | 1        |          |
| 2016      | 10       | 0        |          |
| 2018      | 2        | 0        |          |
| 2019      | 2        | 0        |          |
| 2020      | 3        | 0        |          |
| Tổng cộng | 32       | 1        |          |

### Bàn thắng quốc tế
Tính đến 7 tháng 8 năm 2019
| #  | Ngày                | Địa điểm                                                | Đối thủ | Bàn thắng | Kết quả | Giải đấu          |
| -- | ------------------- | ------------------------------------------------------- | ------- | --------- | ------- | ----------------- |
| 1. | 17 tháng 6 năm 2015 | Sân vận động Monumental David Arellano, Santiago, Chile | Brasil  | 1–0       | 1–0     | Copa América 2015 |

## Danh hiệu

### Quốc tế
- Copa América: Hạng ba 2016

### Cá nhân
- Copa América: Cầu thủ xuất sắc nhất / Đội hình tiêu biểu 2015[4][5]